# Фридрих I фон Регенсбург
Фридрих I фон Регенсбург или Фридрих II фон Дисен (на немски: Fridrih I von Regensburg, Friedrich II von Dießen, * 1005, † ок. 24 януари 1075, манастир „Св. Блазиен“, Шварцвалд) е граф на Семпт, граф на графство Дисен-Андекс, катедрален фогт на Регенсбург.

## Произход и управление
Баща му граф Фридрих фон Васербург I († ок. 1030) управлява територията около Дисен ам Амерзе и Хахинг (днес в Мюнхен). Майка му Куница фон Йонинген († 1020) е дъщеря на Конрад I, херцог на Швабия († 997) и принцеса Рихлинд от Швабия. Внук е на Бертхолд I фон Васербург († 990) и съпругата му де Бар (* сл. 954), дъщеря на херцог Фридрих I от Горна Лотарингия, граф на Бар († 978), и принцеса Беатрис Френска († сл. 987), дъщеря на френския херцог Хуго Велики († 956) и Хедвига от Германия († 958), дъщеря на император Хайнрих I Птицелов († 936) и Матилда фон Рингелхайм († 968).. Брат е на граф Бертхолд II фон Дисен († ок. 1060), женен за фон Хоенварт. Сестра му Гута фон Вителсбах е омъжена за Адалберо фон Заксенкам.
През 1035 г. Фридрих става катедрален фогт на Регенсбург и през 1055 г. граф на р. Семпт. Като катедрален фогт в Регенсбург той влияе на историята на града. Фридрих има множество битки и конфликти със съседите си. През 1070 г. той се отказва от службата си и става монах в манастир „Св. Блазиен“, където умира 24 януари 1075 г.

## Фамилия
Първи брак: с Хадамут (1060), дъщеря на Еберхард фон Епенщайн. Те имат една дъщеря"
- Хазига (Хадегунда) (1040 – 1104), омъжена 1. граф Херман от Кастл († 1056), 2. граф Ото I от Шайерн († 1078)

Втори брак: с Ирмгард фон Гилхинг. Те имат децата:
- Арнулф/Арнолд († сл. 1091), граф фон Дисен
- Ута († 9 февруари 1086), омъжена сл. 1050 г. за Куно I фон Рот († 27 март 1086), пфалцграф на Бавария
- Фридрих II фон Регенсбург († 1100), домфогт на Регенсбург
- Мегинхард IV фон Гилхинг († сл. 1070), граф на Гилхинг
- Хема, омъжена за граф Валтер фон Клинг
- Лиутгард († ок. 25 май 1110/1120), омъжена за граф Адалберт I фон Боген († ок. 1110/1145)
- Бертхолд I фон Шварценбург († ок. 1090), граф

Трети брак: с Тута, дъщеря наследничка на катедралния фогт Хартвиг I фон Регенсбург